# Lenguas Japurá-Colombia
Las lenguas arawak del Japurá y Colombia son un grupo filogenético de lenguas arawak habladas en Colombia, Brasil, Perú y Venezuela. El nombre se debe a que muchas de ellas se hablan en la cuenca del río Japurá (o Caquetá) y en Colombia, principalmente.

## Lenguas del grupo
Las trece lenguas que Henri Ramirez incluye en este grupo son:
| - Baniwa-Curripaco - Guarequena - † Mandawaka - Piapoco - Achagua | - Yucuna - Cabiyarí - † Kauixana (kawishana) - † Resígaro | - † Wainumá - † Passé - † Yumana - † Mepuri |

(† = lengua extinta)

## Clasificación

### Ramirez (2019)
La clasificación más reciente de las lenguas arahuacas del Japurá y Colombia se debe a Henri Ramirez (2019, 2020):
- † Kauixana (kawishana)
- Japurá-Içá
  - † Yumana
  - † Passé
- † Mepuri
- Caquetá
  - Yucuna
  - † Wainumá-† Mariaté
  - † Resígaro
- Noroeste
  - Kabiyari (cabiyarí)
  - Llanos
    - Piapoco
    - Achagua
- Nordeste
  - Baniwa-Curripaco
  - Casiquiare
    - Warekena (guarequena)
    - † Mandawaka (mandahuaca)

(† = lengua extinta)

### Jolkesky (2016)
La clasificación de Jokelsky (2016) es un poco anterior a la de H. Ramirez pero es en gran medida similar:
- Negro-Putumayo
  - Jumana-Pase: Jumana †; Pase †
  - Kaixana †
  - Resigaro
  - Wirina †
  - Nawiki
    - Kabiyari
    - Karu-Tariana
      - Karu: Baniwa; Kuripako
      - Tariana

    - Mepuri †
    - Piapoko-Achagua: Achagua; Piapoko
    - Wainambu †
    - Warekena-Mandawaka: Warekena; Mandawaka †
    - Yukuna-Wainuma: Mariate †; Wainuma †; Yukuna

(† = lengua extinta)

## Comparación léxica
La siguiente tabla muestra términos en varias lenguas del subgrupo Japurá-Colômbia (Ramirez, 2019):
|            | Baniwa- Curripaco | Piapoco  | Achagua  | Cabiyarí | Yucuna     | Guarequena | PROTO- JAP.-COL      |
| ---------- | ----------------- | -------- | -------- | -------- | ---------- | ---------- | -------------------- |
| 'boca'     | -nʊma             | -nʊma    | -nʊma    | -nʊma    | -nʊma      | -nʊma      | *-nʊ-ma              |
| 'lengua'   | -enene            | -nene    | -iinene  | -nenipa  | -lena      | -nene      | *-(a)inene,*-eenene  |
| 'ojo'      | -thi              | -tʊi     | -tʊi     | -thʊ     | -lhʊ       | -bhʊi      | *-(i)lʊSi, *-(i)tʊSi |
| 'nariz'    | -hitakʊ           | -idakʊ   | -dakʊ    | -hitakʊ  | -takʊ      | -hitakʊ    | *-Sɨtakʊ             |
| 'pecho'    | -kʊda             | -ʊkʊta   | -kʊta    | -khʊ     | -ʊʔʊkʊ     | -kʊda      | *-ʊʔʊkʊ[-la]         |
| 'nombre'   | -iipitana         | -ipidana | -hidena  | -ii      | -ĩĩ        | -ipitanha  | *-ii[-pita(i)na]     |
| 'agua'     | ʊʊni              | ʊni      | ʊʊni     | ʊʊni     | hʊni       | ʊni        | *(h)ʊʊni             |
| 'jaguar'   | jaawi             | tʃaawi   | tʃaawi   | tʃaawi   | jawi       | dawi       | *jaaw(a)-i           |
| 'tapir'    | heema             | e(e)ma   | eema     | heema    | hema       | hema       | *Seema               |
| 'paca'     | daapa             | taaba    | taaba    | naapa    | kʊahahi    | bapa       | *laapa               |
| 'pez'      | kʊphe             | kʊbai    | kʊbai    | kʊpha    | kʊphe      | kʊphe      | *kʊpaSi              |
| 'pájaro'   | kepiɻa            | kʊipira  | miʃidʊ   | kʊʔpira  | kʊpiraʔpha | aaʃeni     | *keSejʊ-ri, kʊʔipiTa |
| 'mujer'    | iina-ɻʊ           | ina-nai  | iina     | nanawĩ   | ina-na-rʊ  | inawi-bʊ   | *iina-Tʊ             |
| 'lago'     | kaɺit̪a            | kalisa   | kalisa   | kalit̪a   | kaisa      | kalisa     | *karitsa             |
| 'canoa'    | iita              | iida     | iida     | hiita    | hita       | ita        | *(h)iita             |
| 'mandioca' | kaini             | kaini    | keeni-ɻʊ | kaaji    | kaʔatʃi    | kanhi      | *kai-ni              |

La siguiente tabla incluye más lenguas y más términos (Ramirez 2019: 502-515):
|                     | Curripaco        | Warekena        | Mandawaka       | Piapoco           | Achagua           | Kabiyari          | Yukuna       | Kauixana             | Resígaro           | Wainumá         | Yumana             | Passé           | Mepuri       |
| ------------------- | ---------------- | --------------- | --------------- | ----------------- | ----------------- | ----------------- | ------------ | -------------------- | ------------------ | --------------- | ------------------ | --------------- | ------------ |
| 1sg ('yo')          | nʊ-              | nʊ-             | nʊ-             | nʊ-               | nʊ-               | nʊ-               | nʊ-          | no-                  | no-                | nʊ-             | no-                |                 | nʊ-          |
| 2sg ('tú')          | pi-              | pi-             | hi-             | pi-               | hi-               | pi-               | pi-          | pi- / -pɨ, pɨwá “tu” | pi-                | pi-             | pɨ-                | pɨ- / -pɨ       | pi-          |
| 1pl ('nos.')        | wa-              | wa-             | wa-             | wa-               | wa-               | wa-               | wa-          | wo-                  | wa-                | ba-             | wa-                |                 | wa-          |
| 'agua'              | ʊ́ʊni             | ʊ́ni             | ʊ́ni             | ʊ́(ʊ)ni            | ʊ́ʊni              | ʊ́ʊni              | hʊ́ni         | owi                  | hooní              | (h)ʊʊni         | oi (Y)             | oi (P)          | ʊni          |
| 'alto'              | jéenʊ-ni         | denʊ́-ni         | denʊ́-nV-ta      | tsenʊ-ni          |                   | tʃenʊ-ni          | jenʊ́         | tʃéno                | tseinóʔ            | tʃinʊ́-ni        | jeno               |                 |              |
| 'beber'             | -íiɻa            | -íla            | -V́ra            | -í(i)ɾa           | -íiɻa             | -iiɾá             | -iʔiɾa       | -íʔtsa               | -iʔdɯ́              | -ira            | -iTa               |                 | -iTa         |
| 'brazo'             | -tʃakʊ           | -aaná-pi        | ána-pi-lhe      | -ána              | -napi             | -ana-bai          | -aná-pí      | -aʔana-pi-tá         | -aʔaná-pɨ          | -aʔnáa-pí       |                    |                 | -ana-pɨ      |
| 'cabeza'            | -hiwí-da         | -híwa           | -(hV́)wa         | -í(i)wi-ta        | -iwi-ta[-mi]      | -híwi-ta          | -hiwí-la     | -hiwá                | -híwe              | -V(h)bída       | -hio-la            |                 | -ʊla         |
| 'camino'            | (h)inípʊ         | (h)anípʊ        | énʊhʊ͂           | ajapʊ             | iníhʊ-ba          | ajápʊ́             | iɲeʔepʊ́      | eɲépo / iɲépo        | adʒápó             | idʒápʊ          |                    |                 |              |
| 'canoa'             | íita             | íta             | íta             | í(i)da            | íida              | híita             | híta         | (h)itá               | hiítɯ́              | íta / heita     |                    |                 | hiitʃa       |
| 'carne'             | -íi-pe           | -í-ta           |                 | -ii-ná(a)         | -íi-naa           | -íʔi              | -ı͂ ʔı͂́        | -iʔi-na              | g-íʔí              | -ií             | -í-na              |                 | (h)i-tike    |
| 'casa'              | -pana / paní-t̪i  | -pána / páni-si | haní-zi         | -bana             | -V́ bana / bani-si | -pana / pée-t̪i    | pa-sí        | -pana / pãn-xt́       | -paánɯ́ / panií-tsí | -pana / pani-si | -pana / pa-hɨ      |                 | phai-t1i     |
| 'cavar'             | -híka            | -híka           |                 | -í(i)kja          | -ka               | -hika             | -itʃá        | -hɨka                | -híʔʒo             |                 |                    |                 |              |
| 'comer'             | -íinha           | -iha            | -ná             | -já(a)            | -V́ Vja            | -V́ Vtʃhá          | -aɲhá        | -íɲha                | -ʃá /-dʒha/        | -ana / -tʃa-    | -isa               |                 | -nha         |
| 'crecer'            | tawíina          |                 |                 | -dawinaa          | -dáwina           | -tawána           | -tawáɲaʔa    |                      |                    |                 |                    |                 |              |
| 'dentro'            | -ɺikʊ            |                 |                 | -ɺikjʊ            | -likjʊ            | -ɾikʊ             | -itʃʊ        | -tsokói              | -gikó              |                 |                    |                 |              |
| 'día'               | heekʊ́-api        |                 |                 |                   |                   | wiheʔkʊ́ / wehiʔkʊ́ | heʔétʃʊ́      |                      | heeʔkó             | heekiʊ          | séko               |                 | ʃekʊ         |
| 'dos'               | jama-            | dama-           |                 | pʊtsá-i-          | (hʊ)tʃáma-        | tʃʊmá             | ijamá        |                      | itsama             | matʃama         | pijá(k)ma          |                 | pijama       |
| 'dormir'            | -ímaa            | -íma            | -ima-           | -imá(a)           | -máa              | -imáa             | [-ka]-má-ta  | -íma-ka              | -ímá-              | -ma             | -ima               |                 |              |
| 'duro'              | táaɻa            |                 |                 | daaɺa             |                   | taʔaɾa-           |              |                      | taʔdɯ́ ʔ            |                 |                    |                 |              |
| 'fuego'             | t̪íjee / -t̪ínhai  | isí-de / -sina  | iʒí-de          | sitsái / sijái    | sitʃái / tʃitʃái  |                   | sijá / -síɲe | xítʃɨ / xítʃé        | itsí-tsó           | hitʃí-pa        | hekje              |                 | hit1iɲe      |
| 'hacha'             | epít̪ii           |                 |                 |                   |                   |                   | ipisí        |                      | epíitshí           | heipitʃi        |                    |                 | eept1i       |
| 'hígado'            | -ihʊ́pana         | tʊwápani        |                 | -ʊbana            |                   | -(í)ʊpana         | -paná        | -péne                | -opáaná            | -(a)pana        | -opane             |                 |              |
| 'hoja'              | -phe             | -phe            | -he             | -bái-ná(a)        | -bái-naa          |                   | -phe         | -pé / pɨʔna          |                    | -pa             | phe / pɨɨ(-na) (Y) | phe-mi (P)      | -pe          |
| 'hombre'            | áatʃia / atsína- | asína-li        | aʒína- / aʃina- | asia-ɺi           | wasía-li-kʊa-     | t̪ijá-ɾí           | atʃiɲá       | tsína                | atsáa-gí           | atsitʃa-ri      | atsiã              |                 | atʃina       |
| 'huevo'             | -éewhe           | -éwe            | i-ewé-di        | -eewé(e)          | -éewi             | -éewhé / -áawhé   | -ewhé        | -ai                  | eéwe               | -heépe /-eebhe/ | -wee / -awi        |                 | -héwi        |
| 'humo'              | íit̪a             | al-ísa-ni       |                 | í(i)sa            | íisa              | íit̪a-ɾi           | ísa          |                      | iítshɯ́             |                 |                    |                 |              |
| independendizador   | -t̪i              | -si             | -si             | -si               | -si               | -t̪i               | -si          | -xɨ                  | -tsi               | -si             | -hɨ                |                 | -t1i         |
| 'rodilla'           | -hʊ́ʊɻhi          | -hʊ́lʊ-ba        | -ʊ͂ lʊ͂           | -ʊɺʊ́i             | -ʊ́ʊɻʊi            | -(h)ʊɾhʊ́          | -ʊʔʊɾʊ́-      | -tso-l(h)a           | -hoʔdó-naɯ́         |                 | -oTo-la            |                 |              |
| 'lago'              | kaɺít̪a           | kalísa          | kalísa          | kaɺisa            | kalísa            | káɾit̪a            |              |                      |                    | karitsa         | karihiá            |                 |              |
| 'lengua'            | -eenéne          | -néne           | -néne           | -nene             | -íinene           | -neni-pá          | (-lená)      | -néne                |                    | -nenépe         | (-ena) (Y)         | -inene (P)      | -néni        |
| 'luna'              | kéeɻi /kéeɺi/    | kéli            | kéri            | ké(e)ɾi /ké(e)ɺi/ | kéeɻi /kéeli/     | kéeɾi             | kéɾi         | ketsí /keɾí/         | keégí              | keeri           |                    | kiʃi (P)        | keehi        |
| 'madre'             | -hádʊa           | -hábʊ           |                 | -atʊ́a             | -atʊ́a             | -hanʊ́á            | -halɔ́        | -helɔ́                | -hanawá            |                 | a(i)ɲo (vocativo)  |                 |              |
| 'mano'              | -káapi           | -kápi           | -káhi           | -ká(a)pi          | -káahi            | -kaapi            |              | -káapi               | -kaphí-idó “braço” | -kaapi          | -kapi              |                 | -kapʊhi      |
| 'mujer' (suf.fem.)  | íina-ɻʊ          | -lʊ             | iná-lʊ-         | -ɺʊ               | -ɻʊ               | -ɾʊ               | ina-ná-ɾʊ    | -tso                 | ináa-dó            | ina-rʊ          |                    |                 | hina-Tʊ      |
| 'nariz'             | -hitákʊ          | -hítakʊ         | -thákʊ          | -ídakʊ            | -dakʊ             | -hitákʊ́           | -takʊ́        | -(h)ɨtokó            | -hitákó            | -i(ç)tákʊ       | -ɨtʃoko (Y)        | -ɨtako (P)      | -tʃakʊ       |
| 'noche'             | déepi            | bémi            | daími-          | táijápi           | táajee-bee        | néápi             | lapí         | lápi                 | naapí              | dapii- / dai-   | lapo-to            |                 | la(h)i(h)ápi |
| 'ojo'               | -thi             | -bhʊi           | -d(h)i          | -tʊ́i              | -tʊ́i              | -(V)thʊ           | -ilhʊ́        | -(i)lhó              | -(í)nhi-           | -dʊ́(h)i         | -(i)hló            |                 | -ʊhe (?)     |
| 'oreja'             |                  | -ʊ́wi            | -ʊ́wi            | -ʊwi              | -wí-ba / -iwi     | -ʊ́ʔʊwí            | -ʊʔʊwhí      | -oʔo-tá              | -oʔowi             | -(h)ʊʔʊbi       | -oɨ                |                 | -ʊi-tʃa      |
| 'oír'               | -híma / -hími    | -héma           | -hema           | -é(e)mí-a         | -éemi             | -heemé            | -hemaʔá      | -hima                | -héʔmá             | -e(h)ma-pa      |                    |                 |              |
| 'orinar'            | -dáka            | -ábaka          |                 | -aataida-ka       | -taka             | -anha             | -aʔalaká     |                      | -aʔnhaa            | -aataka         | -laka (Y)          |                 |              |
| 'pecho'             | -kʊ́-da           | -(ʊ)kʊ́-da       | -(ʊ)kʊi         | -ʊʊkʊ-ta          | -kʊ́-ta            | -ʊkhʊ́             | -ʊʔʊkʊ́       | -óʔoko               | -óʔkó-táa-         |                 | -oko- (Y)          |                 |              |
| 'pesado'            | hamí-na          |                 |                 | imía              |                   | mijá              |              | (ɨ)mt͂ ɲã             |                    |                 |                    |                 |              |
| 'pie'               | -híipa           | -hípa           |                 | -aba-ɺi           | -íiba             | -híipa            | -hiʔipa-lá   | -aʔ(w)t́-la           | -hiiʔpá-           | -ipa            | -eɨ (Y)            | -iʔpa-ta (P)    | -ipa         |
| 'piedra'            | hiipá-da         | hípa            | (h)ı͂́hã          | í(i)ba            | íiba              | híipa             | hípa         | pá-l(h)a             |                    | (h)ipa          | si(h)pa (Y)        |                 | ʃipa-la      |
| 'pierna'            | -kawa            | -kawa           |                 | -kawa             | -káwa             | -kawa-phí         | -kawa-lá     |                      | -kaawaí            | -ká(a)ba        |                    |                 | -kawa        |
| 'pueblo'            | jaká-ɺee         | daká-le         |                 | jakaɺé(e)         | tʃakáalee         |                   | ɲakaɾé       | tʃakaɾe              | dʒakádé “roça”     |                 |                    |                 |              |
| 'remedio, medicina' | tápee            | tepé-si         |                 | dabé(e)           | dibée             | tépee             | tepe-sí      |                      | tiʔphoó-tshí       |                 |                    |                 |              |
| 'sol'               | kámʊ-i           | kámʊ-i          | gamʊ́wi          | kamʊ́-i            | kamʊ́-i            | káamʊ             | kamʊ́         |                      | kámí               | kamʊ(h)i        |                    |                 | kámʊi        |
| 'sueño'             | (hi)tapʊ-ni      | -tápʊ-ni        |                 | dapʊ-ɺi           | -dáhʊ-ni          | tápʊ-ɾi           | tapʊ́         |                      | -tapó-ní           |                 |                    |                 |              |
| 'tierra'            | híipai           |                 |                 | ibái              | ibái              |                   |              | hipt́                 | hípo-hí            | (h)ípai         |                    |                 |              |
| 'uno'               | aapa-            | apa-            | he-tíha         | aba-              | áaba-             | pa-pʊ́ “outro”     | apa- “outro” | pe-lhó / pa-ne       | apá-apí “outro”    | apa-            | aphɨ- / apé- (Y)   | apa- / apé- (P) |              |
| 'verde'             | hípʊɺe           | epʊ́le           |                 | ipʊɺé(e)          | (h)ʊlée           | pʊɾé              |              | s-ipoɾe              | ipogíʔ             | hipʊre          | sapore             |                 | s-ipʊɺe      |
| 'volar'             | -áaɻa            | -ála            |                 | -aɺá              | -áaɻa             | -áaɾá             | -aɾhá        | -atsa                | -adɯ́               |                 |                    |                 |              |

Para los nombres de animales y plantas se tiene:
|                 | Curripaco    | Warekena | Mandawaka | Piapoco  | Achagua  | Kabiyari | Yukuna             | Kauixana  | Resígaro   | Wainumá                  | Yumana           | Passé        | Mepuri   |
| --------------- | ------------ | -------- | --------- | -------- | -------- | -------- | ------------------ | --------- | ---------- | ------------------------ | ---------------- | ------------ | -------- |
| 'abeja '        | máapa        | mápa     | máha      | má(a)ba  | máaba    | máapa    | mápa               | mapa      | maápɯ́      |                          |                  |              |          |
| ambaúba         | dʊ́ʊkʊ-ɺi     | bʊkʊ́-li  |           | tʊkʊ-ɺi  | tʊ́ʊkʊ-li | nʊ́kʊ-ɾhi | lʊkʊ́               | loko-ɾí   |            | dʊkʊ-rhi                 |                  |              |          |
| anta            | héema        | héma     | (h)éma    | é(e)ma   | éema     | héema    | héma               |           |            | (h)eema                  | seema            |              | ʃeema    |
| arara           | áada-ɻʊ      | abálʊ    | adálʊ     | ata-ɺu   | ata-ɻʊ   | na-ɾʊ́    | laʔa-ɾʊ́            |           | anáa-dó    | ada-rʊ                   | lao              |              | laʊ-i    |
| arara           |              |          |           |          |          |          | káɾʊ               | katsó     |            | kárʊ                     | kaTo-ri          |              |          |
| ariranha        | (i)néewi     | néwi     | inéwi     | jé(e)wi  | jéewi    | jéewi    | iɲéwi              |           | dʒeéwí     |                          |                  |              |          |
| bacaba          | pʊ́ʊpe-ɻi     | kʊpé-li  |           | pʊbe-ɾi  |          | pʊ́pe-ɾi  | pʊpé               | pope-ɾí   |            | pʊpee-ri                 | ope-si (Y)       |              |          |
| 'can'           | tʃíinʊ       | tʃínʊ    | tʃínʊ     |          |          |          |                    |           |            |                          |                  |              | tʃiinʊ   |
| capibara        | kéet̪ʊ        | késʊ     | késʊ      | ké(e)sʊ  | kéesʊ    | kéet̪ʊ    | késʊ               | kexo      |            | kesʊ                     | kehó             |              |          |
| coruja          | pʊ́ʊpʊ-ɺi     |          |           | pʊpʊ-ɺi  |          | pʊ́pʊ-ɾi  | pʊpʊ́               | popo-ɾí   | popóo-gí   |                          |                  |              |          |
| cupim           | kamáɻa       | kamála   | káma      | kamaɺa   | kamáɻa   | kámaɾa   | kamáɾa             |           | kamaádɯ́    |                          |                  |              |          |
| cutia           | phíitʃi      | phísi    | híʒi      | pí(i)si  | híisi    | phíit̪i   | phitʃí             |           | phíiʔtsí   | pihtsi                   | poɨtsi           |              |          |
| jacu            | máɻe         | mále     | malá-i    | maɺa-i   | maɻá-i,  | máɾa     | maʔáɾé             | maɾá-si   | máʔdo      | marái                    | mara-si          |              |          |
| lagarta-de-fogo | pʊ́ʊt̪a-ɻʊ     | kʊsá-lʊ  |           |          |          | pʊ́t̪a-ɾʊ  | pʊsa-ɾʊ́            |           |            |                          |                  |              |          |
| macaco-prego    | pʊ́we         | pʊ́we     | hʊái      | pʊwai    | hʊai     |          | pɔ͂ ʔı͂́              | poaʔi     |            |                          |                  | poe(h)e (P)  |          |
| murciélago      | píit̪i-ɻi     | pitʃí-li | hiʒí-ri   |          | híisi-ɻi | pít̪i-ɾi  | pisi-ɾí            |           | pitshíi-gí |                          |                  |              |          |
| mosquito        | ainíijʊ      | anídʊ    | anídʊ     | anatsʊ   | áanitʃʊ  | nitʃʊ́    | hanijʊ́             | nt́itʃo    | haníitsó   | (h)anitʃʊ                | ajo (Y)          | alikjó (P)   |          |
| mutuca          | héeɻi        | héli     |           | eɾi-ba   | eɻí-ba   | héeɾi    | heɾaʔapá           | seɾí      | heégí      |                          | setsí            |              |          |
| mutum           | kʊ́i-tʃi      | kʊí-si   | kʊí-ʒi    | kʊ́i-si   | kʊí-si   | kʊ́ʊ-t̪i   | kʊ-tʃí             | ko-tsí    | kowíi-tsí  | kʊ́i-tsi                  | koe-tsi          |              |          |
| onça            | jáawi        | dáwi     | dáwi      | tsá(a)wi | tʃáawi   | tʃáawi   | jáwi               | tʃaʔma-ɾí |            | tʃáabi                   | jama             |              |          |
| paca            | dáapa        | bápa     | dáha      | tá(a)pa  | táaba    | náapa    |                    |           | naápá      | da(h)pá                  | lapá             |              |          |
| papagayo        | wáaɻʊ        | wálʊ     | wálʊ      | waɺʊ-na  |          | wáaɾʊ    | wáɾʊ               | watsó     |            |                          | waTo             |              | waTʊ́-ʃʊ  |
| 'pato'          | kʊʊmáda      | kʊmába   |           | kʊmata   | kʊ́ʊmata  | kʊ́mana   | kʊmalá             | komála    |            | kʊmáda                   | komala           |              |          |
| paxiúba         | pʊʊ́pa        | kʊ́pa     | kʊ͂ hã     | pʊ́(ʊ)ba  | hʊ́ʊba    | pʊ́ʊpa    | pʊ́pa               |           | poʔpoó-ta  |                          |                  |              |          |
| 'pez'           | kʊ́phe        | kʊ́phe    |           | kʊbái    | kʊbái    | kʊphá    | kʊphé              |           |            |                          | kopé / kophɨ (Y) | ko(h)opi (P) |          |
| pulga           | iit̪ítʊ       | isítʊ    | ʒítʊ      | isidʊ    | isídʊ    | t̪ítʊ     | isitʊ́              | xitó      | itshíitó   |                          |                  |              |          |
| coatí           | kapít̪i       | kapísi   | kapíhi    | kapisi   |          | kápit̪i   | kapísi             | kapɨx     | kapiítshí  | kapísi                   | kapihé (Y)       | kapɨtʃi (P)  |          |
| pecarí          | aapíja       | apída    | ahida     | apitsa   | áahitʃa  | pitʃá    | (h)apijé “caititu” | pɨtʃa     | hapíitsɯ́   | hapixtʃá (W), apitsa (M) | apɨja (Y)        | apɨkja (P)   |          |
| samaúma         | p(h)iɻimítʃi | pilímisi |           | piɾimisi |          |          | piɾumítʃi          | poɾomt́tsi |            |                          |                  |              | piɺiptʃi |
| tatu            | jée          |          |           | tsee     | tʃée     | tʃéʔe    | jeʔé               |           | tsaʔi      | tʃée                     | je-To            | je-To        |          |
| tucano          | jáat̪e        | dáse     | dáse      | tsá(a)se |          | tʃáat̪e   | jáse               | tʃá-koe   | tsaátshí   |                          | je(h)etsi        |              |          |
| vespa           | áini         | áni      |           | áini     | áini     | áaji     | háiNV              | int́       | haáni-mí   |                          |                  |              |          |

## Reconstrución de la proto-lengua
La reconstrucción del proto-Japurá-Colombia aparece en (Ramirez 2019):. Este autor reconstruye el inventario fonémico y un buen número de morfemas léxicos y gramaticales.

### Fonología
Ramirez reconstruye para el proto-Japurá-Colombia 21 fonemas que transcribe como:
- 15 consoantes: /p, *t, *k, *ʔ, *T ; *ts, *tʃ ; *S, *h ; *m, *n ; *l, *r ; *w, *j/
- 5 vocales: /*i, *e, *a, *ʊ, *ɨ/
- acento: *V́

### Pronombres
|       | Prefijados | Sufijados  | Independientes      |
| ----- | ---------- | ---------- | ------------------- |
| 1sg   | *nʊ-       | *-na       | *nʊ-(C)iSa yo       |
| 2sg   | *pɨ-       | *-pɨ       | *pɨ-(C)iSa tú       |
| 3nfsg | *rɨ-       | *-nɨ       | *rɨ-(C)iSa él       |
| 3fsg  | *Tʊ-       | *-nʊ       | *Tʊ-(C)iSa ella     |
| 1pl   | *wa-       | *-wɨ       | *wa-(C)iSa nosotros |
| 2pl   | *i- (ɨ- ?) | *-i (-ɨ ?) | *i-(C)iSa vosotros  |
| 3pl   | *na-       | *-na       | *na-(C)iSa ellos    |

Ejemplos:
| *leʔe          | asegurar         |
| -------------- | ---------------- |
| *nʊ-leʔe       | aseguro          |
| *pi-leʔe       | aseguras         |
| *ri-leʔe       | (él) segura      |
| *Tʊ-leʔe       | (ella) segura    |
| *wa-leʔe       | aseguramos       |
| *i-leʔe        | aseguráis        |
| *na-leʔe       | aseguran         |
| *iinaTʊ i-leʔe | la mujer asegura |

| *-lʊSi         | 'ojo'            |
| -------------- | ---------------- |
| *nʊ-lʊSi       | meu olho         |
| *pi-lʊSi       | teu olho         |
| *ri-lʊSi       | o olho dele      |
| *Tʊ-lʊSi       | o olho dela      |
| *wa-lʊSi       | nossos olhos     |
| *i-lʊSi        | vossos olhos     |
| *na-lʊSi       | olhos deles(as)  |
| *iinaTʊ i-lʊSi | o olho da mulher |

| *-rʊSi         | 'para'          |
| -------------- | --------------- |
| *nʊ-rʊSi       | 'para mí'       |
| *pi-rʊSi       | 'para ti'       |
| *ri-rʊSi       | 'para él'       |
| *Tʊ-rʊSi       | 'para ella'     |
| *wa-rʊSi       | 'para nosotros' |
| *i-rʊSi        | 'para vosotros' |
| *na-rʊSi       | 'para ellos'    |
| *iinaTʊ i-rʊSi | 'para la mujer' |

### Afijos de persona
| PROTO-JAPURÁ- COLOMBIA | GLOSA     |
| ---------------------- | --------- |
| *nʊ- / *-na            | 1sg       |
| *pi- / *-pɨ            | 2sg       |
| *rɨ- / *-nɨ            | 3msg      |
| *Tʊ- / *-nʊ            | 3fsg      |
| *wa- / *-wɨ            | 1pl       |
| *i- / -i               | 2pl       |
| *na- / *-na            | 3pl       |
| *pa-                   | reflexivo |
| *i-                    | conectivo |

### Sufixos nominales
| Proto-Japurá-Colômbia | Português                 |
| --------------------- | ------------------------- |
| *i-...-tsɨ            | independendizador         |
| *-ni                  | dependendizador 1         |
| *-te                  | dependendizador 2         |
| *-rai                 | dependendizador 3         |
| *-naa                 | posesivo                  |
| *-na(w)i              | plural 1                  |
| *-pe                  | plural 2                  |
| *-lʊ(a)               | femenino 1                |
| *-(i)jʊa              | femenino 2                |
| *-Sitse               | ablativo                  |
| *-rai                 | alativo                   |
| *-wa                  | 'a lo largo de' perlativo |
| *-mi                  | separativo, pretérito     |
| *-iitsa               | procedencia               |
| *-jʊ                  | comparativo               |
| *-hitʃaka             | 'también'                 |
| *-iinaka              | 'de nuevo'                |

### Nexos subordinantes (relacionadores)
| PROTO-JAPURÁ- COLOMBIA | GLOSA                     |
| ---------------------- | ------------------------- |
| *-rʊSi + *-riSa        | 'para' (beneficiario)     |
| *(-ri)-kʊ              | 'en, dentro de'           |
| *-aa-kʊ                | 'en, dentro de' (líquido) |
| *-(i)na-kʊ             | 'sobre'                   |
| *-eʔi-wi               | 'entre, en medio'         |
| *-pamʊ-                | 'en medio de'             |
| *-ta-nai-Si            | 'al pie de'               |
| *-paija / *-paita      | 'frente a'                |
| *-ʊʊja                 | de (separativo)           |
| *-aʔapi                | 'debajo de'               |
| *-aʔapi-ja             | 'con' (coordenado)        |
| *-iinai                | 'con' (acompañamiento)    |
| *-iʊ                   | 'con' (instrumental)      |
| *-Siwaʔate             | 'con'                     |

### Sufijos verbales
| PROTO-JAPURÁ- COLOMBIA | GLOSA                                   |
| ---------------------- | --------------------------------------- |
| *(-ii)-ta              | causativo                               |
| *-wa                   | voz media, intransitivizador, reflexivo |
| *-(w)aaka              | reflexivo, recíproco                    |
| *-(i)kaka              | reflexivo, recíproco                    |
| *-wa                   | futuro 1                                |
| *-hanV                 | futuro 2                                |
| *-le                   | pasado                                  |
| *-SVni                 | permansivo                              |
| *-laSa                 | frustrativo                             |
| *-tʃa / *-ja           | reportativo 1                           |
| *-pila                 | reportativo 2                           |
| *-iikaʔi               | 'ya'                                    |
| *-tsʊʔa                | 'todavía'                               |
| *-ka                   | subordinativo, progresivo               |

### Classificadores y formantes
| PROTO-JAPURÁ- COLOMBIA | GLOSA                            | Inglês                         |
| ---------------------- | -------------------------------- | ------------------------------ |
| *-aa                   | líquido                          | water                          |
| *-aʔa-la               | redondo                          | round                          |
| *-aapi                 | recipiente                       | container                      |
| *-aapʊ                 | longo e flexível (vara, caminho) | long and flexible (pole, path) |
| *-eema                 | lado                             | side                           |
| *-iita                 | humano                           | human                          |
| *-kaSa                 | filiforme (serpente, cipó)       | threadlike (snake, liana)      |
| *-kʊa                  | superficie delimitada            | limited area                   |
| *-maka                 | tecido                           | fabric, cloth                  |
| *-na                   | tronco, mamífero                 | trunk, mammal                  |
| *-pɨ                   | tubo alongado, corda, cipó       | long tube, rope, liana         |
| *-pʊkʊ(i)              | circular                         | circular                       |
| *-Sikʊ                 | tubo                             | tube                           |
| *-Siwa                 | beiju                            | manioc bread                   |
| *-wa                   | buraco, abertura                 | hole                           |

### Numerales, demostrativos y otros
| PROTO-JAPURÁ- COLOMBIA      | GLOSA                       | Inglês                 |
| --------------------------- | --------------------------- | ---------------------- |
| *aapa-                      | um                          | one                    |
| *(pʊi)jama                  | dois                        | two                    |
| *ma-la- / *maitsi / *ma-pe- | três                        | three                  |
| *-Ta                        | demonstrativo               | demonstrative          |
| *-ta-i                      | demonstrativo (longe)       | demonstrative (distal) |
| *aa                         | suporte locativo (estar)    | to be situated         |
| *nee-                       | anáfora (lá, então)         | there, then            |
| *-aaTʊ                      | lugar                       | place                  |
| *na                         | quem?, o quê?               | who?, what?            |
| *kapaSa                     | interrogativo               | interrogative          |
| *(h)ʊʊpi                    | passado, antigamente, velho | old                    |
| *paana-                     | agora, hoje                 | now, today             |
| *waTa                       | vamos! (exortação)          | let’s...!              |
| *kai                        | assim                       | like this              |

### Translativos
| PROTO-JAPURÁ- COLOMBIA | GLOSA                   |
| ---------------------- | ----------------------- |
| *ka-                   | positivo                |
| *ma-                   | negativo                |
| *-ka                   | nominalizador: agente   |
| *-ka-ila               | cuando                  |
| *-ni                   | nominalizador: paciente |
| *-we                   | nominalizador: lugar    |
| *-mai                  | adjetivizador           |
| *-ri                   | relativo                |

### Sintaxis
El orden sintáctico preferente en una oración transitiva es SVO y además el adjetivo precede al sustantivo.